# فيراري بيرلينيتا بوكسر
فيراري بيرلينيتا بوكسر (بالإنجليزية: Ferrari Berlinetta Boxer)‏ ، هي سيارة رياضية إيطالية، بدأت إصدارها عام 1973م عن طريق شركة فيراري، وتوقف الإصدار عام 1984م.